# Weberbach (Our)
Der Weberbach ist ein etwa 0,6 km langer rechter und nördlicher Zufluss der Our.

## Verlauf
Der Weberbach entsteht aus dem Zusammenfluss von Kleinweberbach und Grossweberbach bei Sankt Vith-Waldecho in den Hoch-Ardennen Er mündet südöstlich von  Waldecho in die Our.